# Diego Gambetta
Diego Gambetta, professor i sociologi vid Nuffield College, Universitetet i Oxford. Verksamma forskare som handletts och arbetat tillsammans med Gambetta inkluderar Federico Varese och Heather Hamill.